# 本島百合子
本島 百合子（もとじま / もとしま ゆりこ、1907年（明治40年）8月3日 - 1972年（昭和47年）5月21日）は、日本の婦人運動家、政治家。衆議院議員（4期）、東京都議会議員（3期）を歴任。

## 経歴

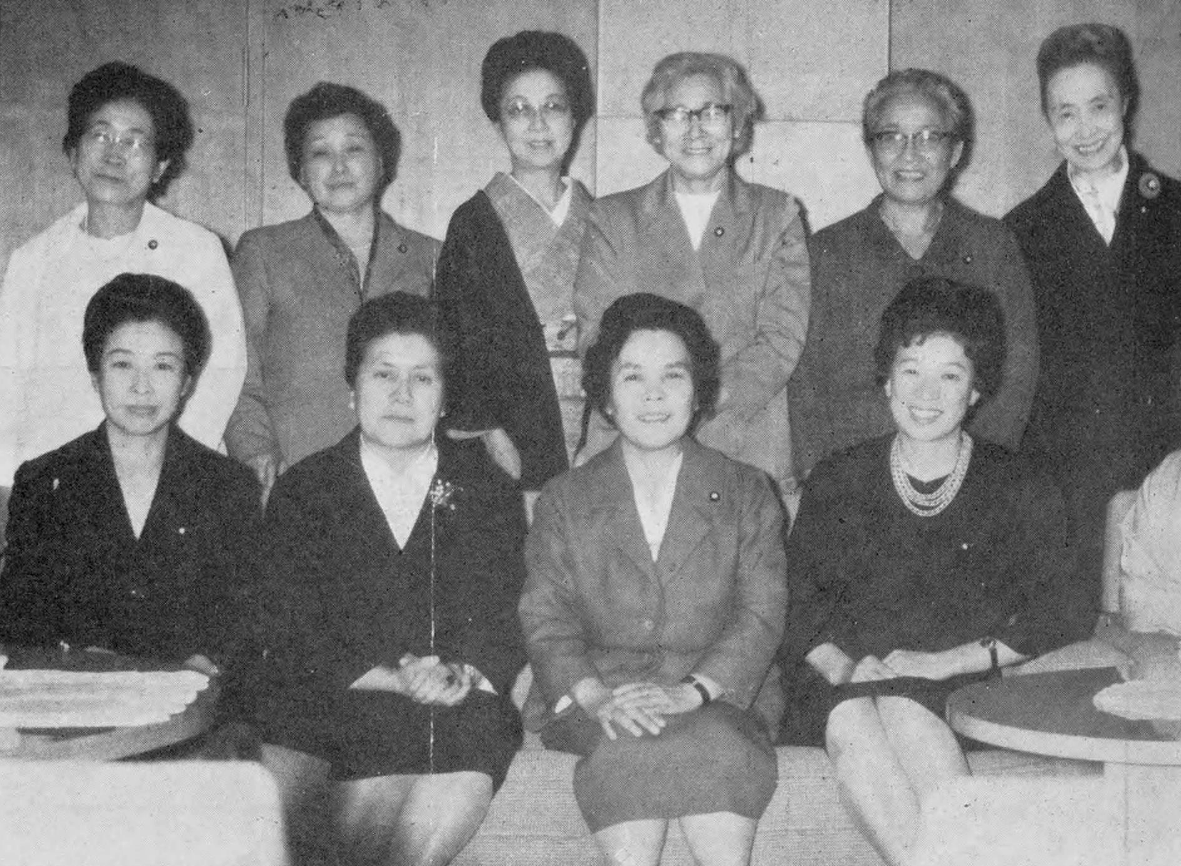
1963年12月11日、衆参婦人議員懇談会が参議院の議長公邸で開かれた。前列左から、粟山ひで、戸叶里子、本島百合子、山口シヅエ。後列左から、林塩、千葉千代世、中上川アキ、市川房枝、藤原道子、加藤シヅエ。

福岡県遠賀郡八幡町（八幡市を経て現北九州市）で、本島礼三郎の四女として生まれる。
1929年、日本大学高等師範部地歴科を卒業した。在学中から無産運動に加わった。卒業後、萬朝報記者、婦人毎日新聞記者を務め、婦人解放運動を行った。
1945年、日本社会党の結党に加わり、1946年、同党婦人部に勤務し同副部長を務めた。1947年5月、東京都議会議員に当選。以後、都議を3期務めた。
1958年5月の第28回衆議院議員総選挙に日本社会党公認で旧東京3区（定数3）から出馬して初当選。
1960年1月24日、社会党を離党した西尾末広らによって民主社会党（民社党）の結党大会が開かれ、本島を含む衆議院議員38人、参議院議員16人が結党に参加した。
同年11月の第29回衆議院議員総選挙に同党公認で立候補し、再選。1963年の総選挙で3選。旧東京3区の定数が3から4に増えた1967年の総選挙で自民党は2議席獲得し、本島は2番目の得票数で4選。この間、民主社会党生活対策本部長、民社党婦人部長などを務めた。
1969年12月の第32回衆議院議員総選挙の旧東京3区に自民党は現職の賀屋興宣、広川シズエに加え、小坂一族の小坂徳三郎の計3人を擁立。小坂と賀屋が当選し、本島は次点で落選した。